# Khaan
Khaan (mongolsky „pán/vladař“, chán) byl rod teropodního oviraptorosaurního dinosaura, žijícího na území východní Asie (Mongolska) v období pozdní svrchní křídy (asi před 84 až 75 miliony let).

## Historie a popis
Fosilie teropoda byly popsány v roce 2001 trojicí paleontologů, kteří zvolili mongolské jméno pro „pána“ nebo „vladaře“ jako rodové jméno, druhové je pak poctou americkému paleontologovi jménem Malcolm Carnegie McKenna (1930–2008). Holotyp IGM 100/1127 představuje téměř kompletní kostru o délce asi 1,2 metru. Ta byla objevena spolu s další kostrou, oběma se pak dostalo přezdívky „Romeo a Julie“. Není ale jisté, zda jde skutečně o samce a samici. V dospělosti dosahoval tento teropod délky kolem 1,5 metru.
Podle objevů v lokalitě Šabarak-usu ("Planoucí útesy") se jeví jako pravděpodobné, že fosilní úlomky skořápek vajec oviraptoridů (možná právě rodu Khaan) používali již kolem roku 8000 př. n. l. neolitičtí obyvatelé pouště Gobi, kteří je opracovávali a navrtávali do podoby "korálků" pro nošení na náhrdelnících a jiných přívěscích.

## Paleobiologie

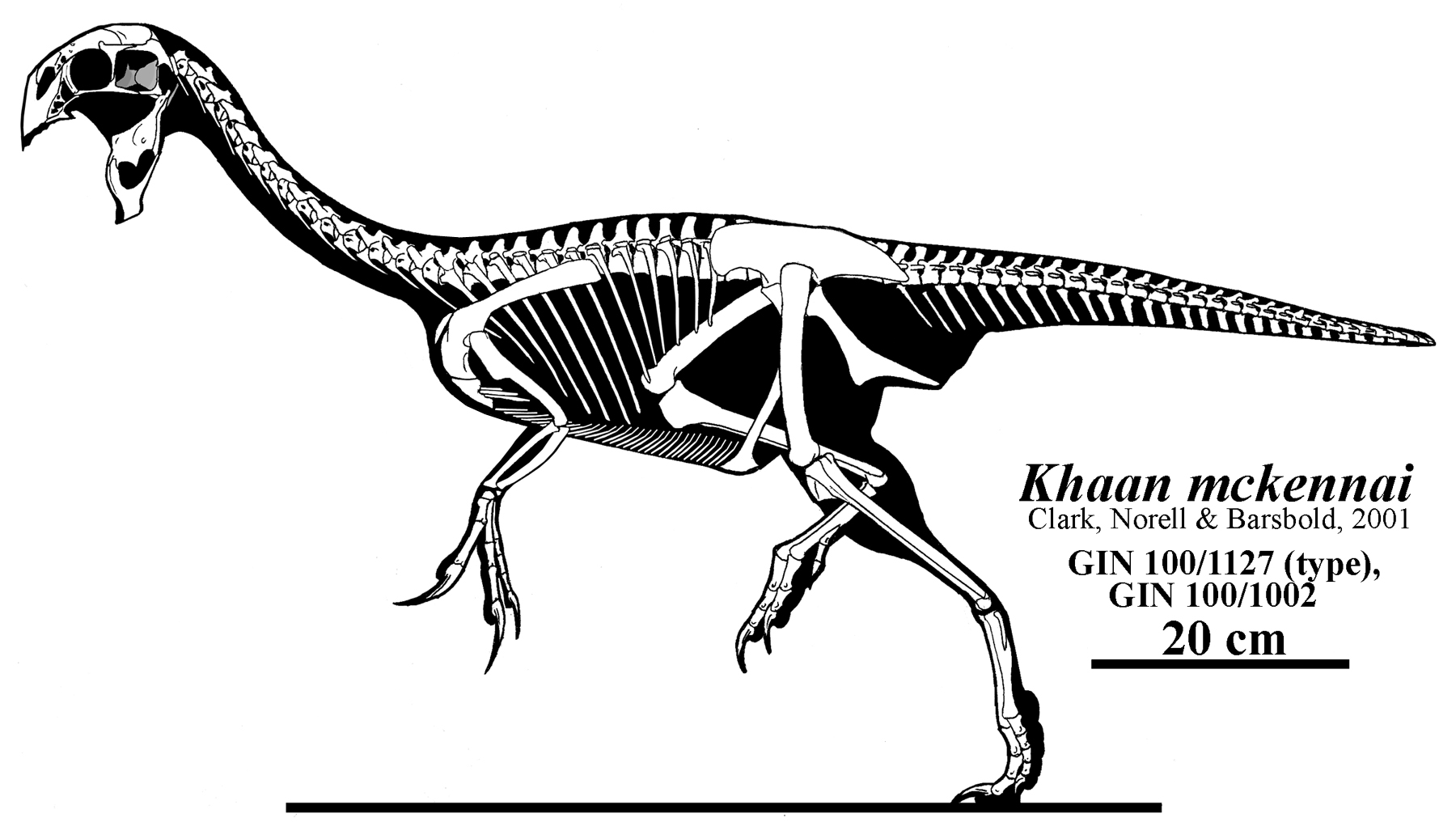
Stavba kostry khaana

Khaan byl zřejmě všežravcem, který se živil masem, měkkýši i rostlinami. Studie z roku 2014 ukazuje, že tito teropodní dinosauři byli možná pohlavně dimorfičtí a samičky se tak vzhledem lišily od samců. Jedinci opačného pohlaví se lišili v některých kosterních znacích, zejména pak ve tvaru tzv. chevronů (výběžků na spodní straně ocasních obratlů).
Čelisti v podobě silného bezzubého zobáku byly schopny velmi silného stisku.

## Příbuzenství
Přesné vývojové vazby khaana nejsou zcela jisté. Podle fylogenetické analýzy z roku 2012 patří mezi nejbližší vývojové příbuzné tohoto dinosaura nejspíš rody Conchoraptor, Citipati, Machairasaurus, Rinchenia a Heyuannia.